# Список объектов всемирного наследия ЮНЕСКО в СССР
За всё время существования СССР, в список Всемирного наследия ЮНЕСКО были включены 5 объектов на территории этой страны. 12 октября 1988 года Союз Советских Социалистических Республик ратифицировал конвенцию об охране всемирного культурного и природного наследия. Первые объекты, находящиеся на территории СССР, были занесены в список в декабре 1990 года на 14-й сессии Комитета всемирного наследия ЮНЕСКО. Тогда в список были занесены пять наименований объектов, находящиеся в различных городах и селениях СССР. В последующие годы планировалось расширить этот список другими объектами на территории огромной страны, но спустя ровно год, в декабре 1991 года СССР окончательно распался.
| # | Изображение | Название                                                                           | Местоположение              | Год внесения в список | №     | Критерии       |
| - | ----------- | ---------------------------------------------------------------------------------- | --------------------------- | --------------------- | ----- | -------------- |
| 1 |             | Киев: Софийский собор и связанные с ним монастырские здания, Киево-Печерская лавра | Украинская ССР Киев         | 1990                  | № 527 | i, ii, iii, iv |
| 2 |             | Исторический центр Ленинграда и связанные с ним комплексы памятников               | Российская СФСР Ленинград   | 1990                  | № 540 | i, ii, iv, vi  |
| 3 |             | Ичан-Кала                                                                          | Узбекская ССР Хива          | 1990                  | № 543 | iii, iv, v     |
| 4 |             | Погост Кижи                                                                        | Российская СФСР Остров Кижи | 1990                  | № 544 | i, iv, v       |
| 5 |             | Московский Кремль и Красная площадь                                                | Российская СФСР Москва      | 1990                  | № 545 | i, ii, iv, vi  |